# Mountain City (Tennessee)
Mountain City és una població dels Estats Units a l'estat de Tennessee. Segons el cens del 2000 tenia 2.383 habitants.

## Demografia
Segons el cens del 2000, Mountain City tenia 2.383 habitants, 1.136 habitatges, i 664 famílies. La densitat de població era de 278 habitants/km².
Dels 1.136 habitatges en un 22,4% hi vivien nens de menys de 18 anys, en un 42,3% hi vivien parelles casades, en un 12,5% dones solteres, i en un 41,5% no eren unitats familiars. En el 38,3% dels habitatges hi vivien persones soles el 18,9% de les quals corresponia a persones de 65 anys o més que vivien soles. El nombre mitjà de persones vivint en cada habitatge era de 2,05 i el nombre mitjà de persones que vivien en cada família era de 2,71.
Per edats la població es repartia de la següent manera: un 19,2% tenia menys de 18 anys, un 7% entre 18 i 24, un 26,4% entre 25 i 44, un 26,7% de 45 a 60 i un 20,7% 65 anys o més.
L'edat mediana era de 43 anys. Per cada 100 dones de 18 o més anys hi havia 83,9 homes.
La renda mediana per habitatge era de 16.587 $ i la renda mediana per família de 31.406 $. Els homes tenien una renda mediana de 26.042 $ mentre que les dones 19.145 $. La renda per capita de la població era de 17.202 $. Entorn del 21,6% de les famílies i el 27,1% de la població estaven per davall del llindar de pobresa.

## Poblacions més properes
El següent diagrama mostra les poblacions més properes.